# Drymaria firmula
Drymaria firmula är en nejlikväxtart som beskrevs av Julian Alfred Steyermark. Drymaria firmula ingår i släktet Drymaria och familjen nejlikväxter. Inga underarter finns listade i Catalogue of Life.